# 大崎町立大崎中学校
大崎町立大崎中学校（おおさきちょうりつおおさきちゅうがっこう）は、鹿児島県曽於郡大崎町にある公立中学校である。

## 概要
- 平成25年現在の生徒数は、274名で、各学年3学級であった。
- 平成26年4月に町内の2つの中学校と統合。　ちゃ(チャンス)ちゃ(チャレンジ)ちぇ(チェンジ)！

## 卒業後の進路
- 近隣の公立及び私立高校に進学する。

## 著名な出身者
- 赤田将吾 - 元プロ野球選手
- 榎田大樹 - 元プロ野球選手
- 福留孝介 - プロ野球選手
- 松山竜平 - プロ野球選手
- 浜屋将太 - プロ野球選手
- 川原克己 - お笑い芸人(天竺鼠)